# Saison 2009-2010 de la LHJMQ
Saison précédente Saison suivante
La saison 2009-2010 est la 41e saison de hockey sur glace de la Ligue de hockey junior majeur du Québec. La saison régulière voit dix-huit équipes jouer 68 matchs chacune. Les Wildcats de Moncton remportent la Coupe du président en battant en finale les Sea Dogs de Saint-Jean.

Emplacement des équipes

## Saison régulière

### Classement
| Clt | Équipe                            | PJ | V  | D  | DP | DF | BP  | BC  | Pts |
| --- | --------------------------------- | -- | -- | -- | -- | -- | --- | --- | --- |
| 1   | Sea Dogs de Saint-Jean            | 68 | 53 | 12 | 1  | 2  | 309 | 187 | 109 |
| 2   | Wildcats de Moncton               | 68 | 48 | 14 | 2  | 4  | 276 | 164 | 102 |
| 3   | Screaming Eagles du Cap-Breton    | 68 | 41 | 22 | 2  | 3  | 238 | 185 | 87  |
| 4   | Rocket de l'Île-du-Prince-Édouard | 68 | 35 | 25 | 2  | 6  | 215 | 224 | 78  |
| 5   | Titan d'Acadie-Bathurst           | 68 | 25 | 37 | 3  | 3  | 208 | 286 | 56  |
| 6   | Mooseheads d'Halifax              | 68 | 13 | 48 | 3  | 4  | 171 | 288 | 33  |

| Clt | Équipe                      | PJ | V  | D  | DP | DF | BP  | BC  | Pts |
| --- | --------------------------- | -- | -- | -- | -- | -- | --- | --- | --- |
| 1   | Voltigeurs de Drummondville | 68 | 51 | 15 | 0  | 2  | 307 | 185 | 104 |
| 2   | Tigres de Victoriaville     | 68 | 49 | 19 | 1  | 2  | 296 | 191 | 95  |
| 3   | Cataractes de Shawinigan    | 68 | 31 | 29 | 3  | 5  | 217 | 240 | 70  |
| 4   | Maineiacs de Lewiston       | 68 | 23 | 42 | 0  | 3  | 212 | 297 | 49  |

| Clt | Équipe                   | PJ | V  | D  | DP | DF | BP  | BC  | Pts |
| --- | ------------------------ | -- | -- | -- | -- | -- | --- | --- | --- |
| 1   | Remparts de Québec       | 68 | 41 | 20 | 3  | 4  | 278 | 232 | 89  |
| 2   | Océanic de Rimouski      | 68 | 34 | 25 | 5  | 2  | 246 | 265 | 75  |
| 3   | Saguenéens de Chicoutimi | 68 | 26 | 33 | 4  | 5  | 186 | 257 | 61  |
| 4   | Drakkar de Baie-Comeau   | 68 | 21 | 40 | 4  | 3  | 187 | 297 | 49  |

| Clt | Équipe                            | PJ | V  | D  | DP | DF | BP  | BC  | Pts |
| --- | --------------------------------- | -- | -- | -- | -- | -- | --- | --- | --- |
| 1   | Huskies de Rouyn-Noranda          | 68 | 41 | 21 | 2  | 4  | 256 | 205 | 88  |
| 2   | Club de hockey junior de Montréal | 68 | 31 | 30 | 2  | 5  | 215 | 215 | 69  |
| 3   | Olympiques de Gatineau            | 68 | 30 | 33 | 1  | 4  | 213 | 217 | 65  |
| 4   | Foreurs de Val-d'Or               | 68 | 22 | 38 | 6  | 2  | 202 | 296 | 52  |

- En gras et en italique : champion de la saison régulière
- En gras : champion de division
- En italique : qualifié pour les séries éliminatoires

### Meilleurs pointeurs
| Clt | Joueur                      | Équipe                | PJ | B  | A  | Pts | Pun |
| --- | --------------------------- | --------------------- | -- | -- | -- | --- | --- |
| 1   | Nicolas Deschamps           | Chicoutimi et Moncton | 64 | 39 | 57 | 96  | 40  |
| 1   | Sean Couturier              | Drummondville         | 68 | 41 | 55 | 96  | 47  |
| 3   | Gabriel Dumont              | Drummondville         | 62 | 51 | 42 | 93  | 127 |
| 3   | Philip-Michaël Pinard-Devos | Victoriaville         | 68 | 35 | 58 | 93  | 49  |
| 5   | Luke Adam                   | Cap-Breton            | 56 | 41 | 49 | 90  | 75  |
| 6   | Dmitri Kougrychev           | Québec                | 66 | 29 | 58 | 87  | 52  |
| 7   | Mike Hoffman                | Saint-Jean            | 56 | 46 | 39 | 85  | 38  |
| 8   | Félix Lefrançois            | Rimouski              | 66 | 39 | 44 | 83  | 69  |
| 8   | Michael Kirkpatrick         | Saint-Jean            | 67 | 29 | 54 | 83  | 38  |
| 10  | Gabriel Lévesque            | Rouyn-Noranda         | 67 | 24 | 58 | 82  | 16  |

## Séries éliminatoires
Les seize meilleures équipes de la saison régulière participent aux séries. Lors des huitièmes de finale, les champions de division rencontrent la quatrième équipe de cette même division, le deuxième et le troisième se rencontrent, la mieux classée des équipes ayant l'avantage de la glace. La division Telus Est n'ayant que trois qualifiés et la division Atlantique en ayant cinq, le dernier club de cette division, le Titan d'Acadie-Bathurst, affronte le premier de la division Telus Est, les Remparts de Québec. En quarts de finale, la meilleure équipe qualifiée de chaque division rencontre la moins bien classée de la saison régulière, toutes divisions confondues.
|  | Huitièmes de finale | Huitièmes de finale               | Huitièmes de finale | Huitièmes de finale     |     |                             | Quarts de finale | Quarts de finale | Quarts de finale | Quarts de finale |  |  | Demi-finales      | Demi-finales      | Demi-finales      | Demi-finales      |  |  | Finale                | Finale                | Finale                | Finale                |
|  |                     |                                   |                     |                         |     |                             |                  |                  |                  |                  |  |  |                   |                   |                   |                   |  |  |                       |                       |                       |                       |
|  | du 19 au 26 mars    | du 19 au 26 mars                  | du 19 au 26 mars    | du 19 au 26 mars        |     |                             | du 2 au 7 avril  | du 2 au 7 avril  | du 2 au 7 avril  | du 2 au 7 avril  |  |  | du 16 au 26 avril | du 16 au 26 avril | du 16 au 26 avril | du 16 au 26 avril |  |  | du 30 avril au 10 mai | du 30 avril au 10 mai | du 30 avril au 10 mai | du 30 avril au 10 mai |
|  | A1                  | Sea Dogs de Saint-Jean            | 4                   | 4                       |     |                             | du 2 au 7 avril  | du 2 au 7 avril  | du 2 au 7 avril  | du 2 au 7 avril  |  |  | du 16 au 26 avril | du 16 au 26 avril | du 16 au 26 avril | du 16 au 26 avril |  |  | du 30 avril au 10 mai | du 30 avril au 10 mai | du 30 avril au 10 mai | du 30 avril au 10 mai |
|  | A1                  | Sea Dogs de Saint-Jean            | 4                   | 4                       |     |                             | du 2 au 7 avril  | du 2 au 7 avril  | du 2 au 7 avril  | du 2 au 7 avril  |  |  | du 16 au 26 avril | du 16 au 26 avril | du 16 au 26 avril | du 16 au 26 avril |  |  | du 30 avril au 10 mai | du 30 avril au 10 mai | du 30 avril au 10 mai | du 30 avril au 10 mai |
|  | A4                  | Rocket de l'Île-du-Prince-Édouard | 1                   | 1                       |     |                             | du 2 au 7 avril  | du 2 au 7 avril  | du 2 au 7 avril  | du 2 au 7 avril  |  |  | du 16 au 26 avril | du 16 au 26 avril | du 16 au 26 avril | du 16 au 26 avril |  |  | du 30 avril au 10 mai | du 30 avril au 10 mai | du 30 avril au 10 mai | du 30 avril au 10 mai |
|  | A4                  | Rocket de l'Île-du-Prince-Édouard | 1                   | 1                       | A1  | Sea Dogs de Saint-Jean      | 4                | 4                |                  |                  |  |  | du 16 au 26 avril | du 16 au 26 avril | du 16 au 26 avril | du 16 au 26 avril |  |  | du 30 avril au 10 mai | du 30 avril au 10 mai | du 30 avril au 10 mai | du 30 avril au 10 mai |
|  | du 19 au 27 mars    |                                   |                     |                         | A1  | Sea Dogs de Saint-Jean      | 4                | 4                |                  |                  |  |  | du 16 au 26 avril | du 16 au 26 avril | du 16 au 26 avril | du 16 au 26 avril |  |  | du 30 avril au 10 mai | du 30 avril au 10 mai | du 30 avril au 10 mai | du 30 avril au 10 mai |
|  |                     |                                   | TO3                 | Olympiques de Gatineau  | 0   | 0                           |                  |                  |                  |                  |  |  | du 16 au 26 avril | du 16 au 26 avril | du 16 au 26 avril | du 16 au 26 avril |  |  | du 30 avril au 10 mai | du 30 avril au 10 mai | du 30 avril au 10 mai | du 30 avril au 10 mai |
|  | A2                  | Wildcats de Moncton               | TO3                 | Olympiques de Gatineau  | 0   | 0                           | 4                | 4                |                  |                  |  |  | du 16 au 26 avril | du 16 au 26 avril | du 16 au 26 avril | du 16 au 26 avril |  |  | du 30 avril au 10 mai | du 30 avril au 10 mai | du 30 avril au 10 mai | du 30 avril au 10 mai |
|  | A2                  | Wildcats de Moncton               | du 2 au 9 avril     |                         |     |                             | 4                | 4                |                  |                  |  |  | du 16 au 26 avril | du 16 au 26 avril | du 16 au 26 avril | du 16 au 26 avril |  |  | du 30 avril au 10 mai | du 30 avril au 10 mai | du 30 avril au 10 mai | du 30 avril au 10 mai |
|  | A3                  | Screaming Eagles du Cap-Breton    | 1                   | 1                       |     |                             |                  |                  |                  |                  |  |  | du 16 au 26 avril | du 16 au 26 avril | du 16 au 26 avril | du 16 au 26 avril |  |  | du 30 avril au 10 mai | du 30 avril au 10 mai | du 30 avril au 10 mai | du 30 avril au 10 mai |
|  | A3                  | Screaming Eagles du Cap-Breton    | 1                   | 1                       | A1  | Sea Dogs de Saint-Jean      | 4                | 4                |                  |                  |  |  |                   |                   |                   |                   |  |  | du 30 avril au 10 mai | du 30 avril au 10 mai | du 30 avril au 10 mai | du 30 avril au 10 mai |
|  | du 19 au 24 mars    |                                   |                     |                         | A1  | Sea Dogs de Saint-Jean      | 4                | 4                |                  |                  |  |  |                   |                   |                   |                   |  |  | du 30 avril au 10 mai | du 30 avril au 10 mai | du 30 avril au 10 mai | du 30 avril au 10 mai |
|  |                     |                                   | TC2                 | Tigres de Victoriaville | 2   | 2                           |                  |                  |                  |                  |  |  |                   |                   |                   |                   |  |  | du 30 avril au 10 mai | du 30 avril au 10 mai | du 30 avril au 10 mai | du 30 avril au 10 mai |
|  | TC1                 | Voltigeurs de Drummondville       | TC2                 | Tigres de Victoriaville | 2   | 2                           | 4                | 4                |                  |                  |  |  |                   |                   |                   |                   |  |  | du 30 avril au 10 mai | du 30 avril au 10 mai | du 30 avril au 10 mai | du 30 avril au 10 mai |
|  | TC1                 | Voltigeurs de Drummondville       | du 16 au 23 avril   |                         |     |                             | 4                | 4                |                  |                  |  |  |                   |                   |                   |                   |  |  | du 30 avril au 10 mai | du 30 avril au 10 mai | du 30 avril au 10 mai | du 30 avril au 10 mai |
|  | TC4                 | Maineiacs de Lewiston             | 0                   | 0                       |     |                             |                  |                  |                  |                  |  |  |                   |                   |                   |                   |  |  | du 30 avril au 10 mai | du 30 avril au 10 mai | du 30 avril au 10 mai | du 30 avril au 10 mai |
|  | TC4                 | Maineiacs de Lewiston             | 0                   | 0                       | TC1 | Voltigeurs de Drummondville | 4                | 4                |                  |                  |  |  |                   |                   |                   |                   |  |  | du 30 avril au 10 mai | du 30 avril au 10 mai | du 30 avril au 10 mai | du 30 avril au 10 mai |
|  | du 19 au 28 mars    |                                   |                     |                         | TC1 | Voltigeurs de Drummondville | 4                | 4                |                  |                  |  |  |                   |                   |                   |                   |  |  | du 30 avril au 10 mai | du 30 avril au 10 mai | du 30 avril au 10 mai | du 30 avril au 10 mai |
|  |                     |                                   | TE2                 | Océanic de Rimouski     | 1   | 1                           |                  |                  |                  |                  |  |  |                   |                   |                   |                   |  |  | du 30 avril au 10 mai | du 30 avril au 10 mai | du 30 avril au 10 mai | du 30 avril au 10 mai |
|  | TC2                 | Tigres de Victoriaville           | TE2                 | Océanic de Rimouski     | 1   | 1                           | 4                | 4                |                  |                  |  |  |                   |                   |                   |                   |  |  | du 30 avril au 10 mai | du 30 avril au 10 mai | du 30 avril au 10 mai | du 30 avril au 10 mai |
|  | TC2                 | Tigres de Victoriaville           | du 2 au 7 avril     |                         |     |                             | 4                | 4                |                  |                  |  |  |                   |                   |                   |                   |  |  | du 30 avril au 10 mai | du 30 avril au 10 mai | du 30 avril au 10 mai | du 30 avril au 10 mai |
|  | TC3                 | Cataractes de Shawinigan          | 2                   | 2                       |     |                             |                  |                  |                  |                  |  |  |                   |                   |                   |                   |  |  | du 30 avril au 10 mai | du 30 avril au 10 mai | du 30 avril au 10 mai | du 30 avril au 10 mai |
|  | TC3                 | Cataractes de Shawinigan          | 2                   | 2                       | A1  | Sea Dogs de Saint-Jean      | 2                | 2                |                  |                  |  |  |                   |                   |                   |                   |  |  |                       |                       |                       |                       |
|  | du 18 au 26 mars    |                                   |                     |                         | A1  | Sea Dogs de Saint-Jean      | 2                | 2                |                  |                  |  |  |                   |                   |                   |                   |  |  |                       |                       |                       |                       |
|  |                     |                                   | A2                  | Wildcats de Moncton     | 4   | 4                           |                  |                  |                  |                  |  |  |                   |                   |                   |                   |  |  |                       |                       |                       |                       |
|  | TE1                 | Remparts de Québec                | A2                  | Wildcats de Moncton     | 4   | 4                           | 4                | 4                |                  |                  |  |  |                   |                   |                   |                   |  |  |                       |                       |                       |                       |
|  | TE1                 | Remparts de Québec                |                     |                         |     |                             |                  | 4                |                  |                  |  |  |                   |                   |                   |                   |  |  |                       |                       |                       |                       |
|  | A5                  | Titan d'Acadie-Bathurst           | 1                   | 1                       |     |                             |                  |                  |                  |                  |  |  |                   |                   |                   |                   |  |  |                       |                       |                       |                       |
|  | A5                  | Titan d'Acadie-Bathurst           | 1                   | 1                       | TE1 | Remparts de Québec          | 0                | 0                |                  |                  |  |  |                   |                   |                   |                   |  |  |                       |                       |                       |                       |
|  | du 19 au 30 mars    |                                   |                     |                         | TE1 | Remparts de Québec          | 0                | 0                |                  |                  |  |  |                   |                   |                   |                   |  |  |                       |                       |                       |                       |
|  |                     |                                   | TC2                 | Tigres de Victoriaville | 4   | 4                           |                  |                  |                  |                  |  |  |                   |                   |                   |                   |  |  |                       |                       |                       |                       |
|  | TE2                 | Océanic de Rimouski               | TC2                 | Tigres de Victoriaville | 4   | 4                           | 4                | 4                |                  |                  |  |  |                   |                   |                   |                   |  |  |                       |                       |                       |                       |
|  | TE2                 | Océanic de Rimouski               | du 2 au 10 avril    |                         |     |                             | 4                | 4                |                  |                  |  |  |                   |                   |                   |                   |  |  |                       |                       |                       |                       |
|  | TE3                 | Saguenéens de Chicoutimi          | 3                   | 3                       |     |                             |                  |                  |                  |                  |  |  |                   |                   |                   |                   |  |  |                       |                       |                       |                       |
|  | TE3                 | Saguenéens de Chicoutimi          | 3                   | 3                       | TC1 | Voltigeurs de Drummondville | 1                | 1                |                  |                  |  |  |                   |                   |                   |                   |  |  |                       |                       |                       |                       |
|  | du 19 au 28 mars    |                                   |                     |                         | TC1 | Voltigeurs de Drummondville | 1                | 1                |                  |                  |  |  |                   |                   |                   |                   |  |  |                       |                       |                       |                       |
|  |                     |                                   | A2                  | Wildcats de Moncton     | 4   | 4                           |                  |                  |                  |                  |  |  |                   |                   |                   |                   |  |  |                       |                       |                       |                       |
|  | TO1                 | Huskies de Rouyn-Noranda          | A2                  | Wildcats de Moncton     | 4   | 4                           | 4                | 4                |                  |                  |  |  |                   |                   |                   |                   |  |  |                       |                       |                       |                       |
|  | TO1                 | Huskies de Rouyn-Noranda          |                     |                         |     |                             |                  | 4                |                  |                  |  |  |                   |                   |                   |                   |  |  |                       |                       |                       |                       |
|  | TO4                 | Foreurs de Val-d'Or               | 2                   | 2                       |     |                             |                  |                  |                  |                  |  |  |                   |                   |                   |                   |  |  |                       |                       |                       |                       |
|  | TO4                 | Foreurs de Val-d'Or               | 2                   | 2                       | TO1 | Huskies de Rouyn-Noranda    | 1                | 1                |                  |                  |  |  |                   |                   |                   |                   |  |  |                       |                       |                       |                       |
|  | du 19 au 30 mars    |                                   |                     |                         | TO1 | Huskies de Rouyn-Noranda    | 1                | 1                |                  |                  |  |  |                   |                   |                   |                   |  |  |                       |                       |                       |                       |
|  |                     |                                   | A2                  | Wildcats de Moncton     | 4   | 4                           |                  |                  |                  |                  |  |  |                   |                   |                   |                   |  |  |                       |                       |                       |                       |
|  | TO2                 | Club de hockey junior de Montréal | A2                  | Wildcats de Moncton     | 4   | 4                           | 3                | 3                |                  |                  |  |  |                   |                   |                   |                   |  |  |                       |                       |                       |                       |
|  | TO2                 | Club de hockey junior de Montréal |                     |                         |     |                             |                  | 3                |                  |                  |  |  |                   |                   |                   |                   |  |  |                       |                       |                       |                       |
|  | TO3                 | Olympiques de Gatineau            | 4                   | 4                       |     |                             |                  |                  |                  |                  |  |  |                   |                   |                   |                   |  |  |                       |                       |                       |                       |
|  | TO3                 | Olympiques de Gatineau            | 4                   | 4                       |     |                             |                  |                  |                  |                  |  |  |                   |                   |                   |                   |  |  |                       |                       |                       |                       |
|  |                     |                                   |                     |                         |     |                             |                  |                  |                  |                  |  |  |                   |                   |                   |                   |  |  |                       |                       |                       |                       |

## Équipes d'étoiles
La ligue sélectionne trois équipes d'étoiles dont une pour les recrues.

### Première équipe
- Gardien de but : Jake Allen, Club de hockey junior de Montréal et Voltigeurs de Drummondville
- Défenseur : David Savard, Wildcats de Moncton
- Défenseur : Joël Chouinard, Tigres de Victoriaville
- Ailier gauche : Michael Hoffman, Sea Dogs de Saint-Jean
- Centre : Luke Adam, Screaming Eagles du Cap-Breton
- Ailier droit : Gabriel Dumont, Voltigeurs de Drummondville

### Deuxième équipe
- Gardien de but : Kevin Poulin, Tigres de Victoriaville
- Défenseur : Brandon Gormley, Wildcats de Moncton
- Défenseur : Mark Barberio, Wildcats de Moncton
- Ailier gauche : Nicolas Deschamps, Wildcats de Moncton et Saguenéens de Chicoutimi
- Centre : Sean Couturier, Voltigeurs de Drummondville
- Ailier droit : Nick Petersen, Sea Dogs de Saint-Jean

### Équipes des recrues
- Gardien de but : Robin Gusse, Saguenéens de Chicoutimi
- Défenseur : Adam Polášek, Rocket de l'Île-du-Prince-Édouard
- Défenseur : Xavier Ouellet, Club de hockey junior de Montréal
- Ailier gauche : Alexandre Comptois, Voltigeurs de Drummondvill
- Centre : Stanislav Galiev, Sea Dogs de Saint-Jean
- Ailier droit : Petr Straka, Océanic de Rimouski

## Trophées
Quatre récompenses collectives et dix-neuf individuelles sont décernées.

### Récompenses collectives
- Coupe du président (champions des séries éliminatoires) : Wildcats de Moncton
- Trophée Jean-Rougeau (champions de la saison régulière) : Sea Dogs de Saint-Jean
- Trophée Robert-Lebel (meilleure moyenne de buts encaissés) : Sea Dogs de Saint-Jean
- Trophée Luc-Robitaille (plus grand nombre de buts marqués) : Wildcats de Moncton

### Récompenses individuelles
- Trophée Jean-Béliveau (meilleur pointeur : Sean Couturier, Voltigeurs de Drummondville
- Trophée Jacques-Plante (meilleure moyenne de buts encaissés) : Jake Allen, Club de hockey junior de Montréal et Voltigeurs de Drummondville
- Trophée Michel-Bergeron (recrue offensive de l'année) : Petr Straka, Océanic de Rimouski
- Trophée Frank-J.-Selke (joueur le plus gentilhomme) : Michael Hoffman, Sea Dogs de Saint-Jean
- Trophée Michel-Brière (meilleur joueur) : Michael Hoffman, Sea Dogs de Saint-Jean
- Trophée Émile-Bouchard (défenseur de l'année) : David Savard, Wildcats de Moncton
- Trophée Guy-Lafleur (meilleur joueur des séries éliminatoires) : Gabriel Bourque, Wildcats de Moncton
- Trophée Michael-Bossy (meilleur espoir) : Brandon Gormley, Wildcats de Moncton
- Trophée Raymond-Lagacé (recrue défensive de l'année) : Robin Gusse, Saguenéens de Chicoutimi
- Trophée Marcel-Robert (meilleur étudiant) : Dominic Jalbert, Saguenéens de Chicoutimi
- Trophée Paul-Dumont (personnalité de l'année) : Joël Chouinard, Tigres de Victoriaville
- Trophée John-Horman (administrateur de l'année) : Kent Hudson, Rocket de l'Île-du-Prince-Édouard
- Trophée Jean-Sawyer (meilleur directeur marketing) : Vicky Côté, Voltigeurs de Drummondville
- Coupe RDS (meilleure recrue) : Petr Straka, Océanic de Rimouski
- Trophée Ron-Lapointe (meilleur entraîneur) : Gerard Gallant, Sea Dogs de Saint-Jean
- Joueur humanitaire de l'année (plus grande implication dans la communauté) : Nick MacNeil, Screaming Eagles du Cap-Breton
- Trophée Kevin-Lowe (meilleur défenseur défensif) : David Savard, Wildcats de Moncton
- Trophée Guy-Carbonneau (meilleur attaquant défensif) : Gabriel Dumont, Voltigeurs de Drummondville
- Trophée Maurice-Filion (directeur général de l'année) : Dominic Ricard, Voltigeurs de Drummondville